# Bleihydrogenarsenat
Bleihydrogenarsenat, üblicherweise als Bleiarsenat bezeichnet, war von den 1890er Jahren bis in die 1960er ein in der Landwirtschaft vielgebrauchtes Pflanzenschutzmittel. Es wurde insbesondere gegen den Kartoffelkäfer, den Apfelwickler und im Weinbau eingesetzt. Die Bestimmungen zum Umgang mit dieser Substanz und ihren Rückständen waren von Land zu Land unterschiedlich. In Deutschland wurde die Verwendung von Bleiarsenat im Weinbau bereits 1928 untersagt, in den USA hingegen war es über ein halbes Jahrhundert hinweg das meistverwendete Insektizid.

## Zusammensetzung und Herstellung
Anfangs musste Bleiarsenat von den Landwirten selbst aus löslichen Bleisalzen und Natriumarsenat hergestellt werden. Kommerziell erhältlich war meist „saures“ Bleiarsenat PbHAsO4, „basisches“ Bleiarsenat Pb5OH(AsO4)3 verwendete man in bestimmten Regionen Kaliforniens.

## Geschichte

### Verwendung
Bleiarsenat wurde beispielsweise in den USA, Australien, Kanada, Neuseeland, Japan, England, Frankreich und Nordafrika eingesetzt. Die wichtigste Verwendung war die Bekämpfung des Apfelwicklers, daneben war es auch gegen Schadinsekten in anderen Obstkulturen, an Gemüse oder Zierrasen, in Gummi- und Kaffeeplantagen, zur Moskitobekämpfung und in Tauchbädern für Vieh im Einsatz.

### USA

#### Entdeckung
In den USA wurde gegen Ende des 19. Jahrhunderts das arsenhaltige Pariser Grün gegen Kartoffelkäfer eingesetzt. Für die chemische Bekämpfung des Schwammspinners erwies sich Pariser Grün als ungeeignet, bei Versuchen in den 1890er Jahren zeigte Bleiarsenat eine bessere Wirkung gegen den Schwammspinner.
Die erstmalige Anwendung von Bleiarsenat zur Insektenbekämpfung wird C. H. Fernald, einem Mitarbeiter der Division of Entomology des US-Landwirtschaftsministeriums, zugeschrieben. Da Bleiarsenat länger auf den Blättern haften blieb und besser pflanzenverträglich war als Pariser Grün, verdrängte es dieses auch von der Anwendung im Kartoffelanbau. Im Obstbau wurde Bleiarsenat gegen den Apfelwickler eingesetzt.

#### Einsatz aus der Luft
Am 3. August 1921 wurde Bleiarsenat zum ersten Mal aus der Luft zur Bekämpfung des Schwammspinners eingesetzt. Lieutenant John B. Macready flog im Auftrag der in Troy angesiedelten Ohio Agricultural Experimental Station eine von der Armee ausgemusterte Curtiss JN6, bei der ein speziell entwickelter Trichter an der Seite des Rumpfes angebracht war. Hieraus wurden 175 Pfund (etwa 95 kg) pulverförmiges Bleiarsenat aus einer Höhe von 20–35 Fuß (etwa 6–11 m) über fast 5.000 Bäumen einer Obstplantage ausgebracht. Zwei Tage später fanden der Entomologe C.R. Neillie des städtischen Forstamts in Cleveland (Ohio), auf den die Idee zum Einsatz des Flugzeugs zurückging, und seine Mitarbeiter tausende toter Raupen. Nach Neillies Schätzung hatten weniger als 1 % der Insekten überlebt.

#### Rückstandsproblematik

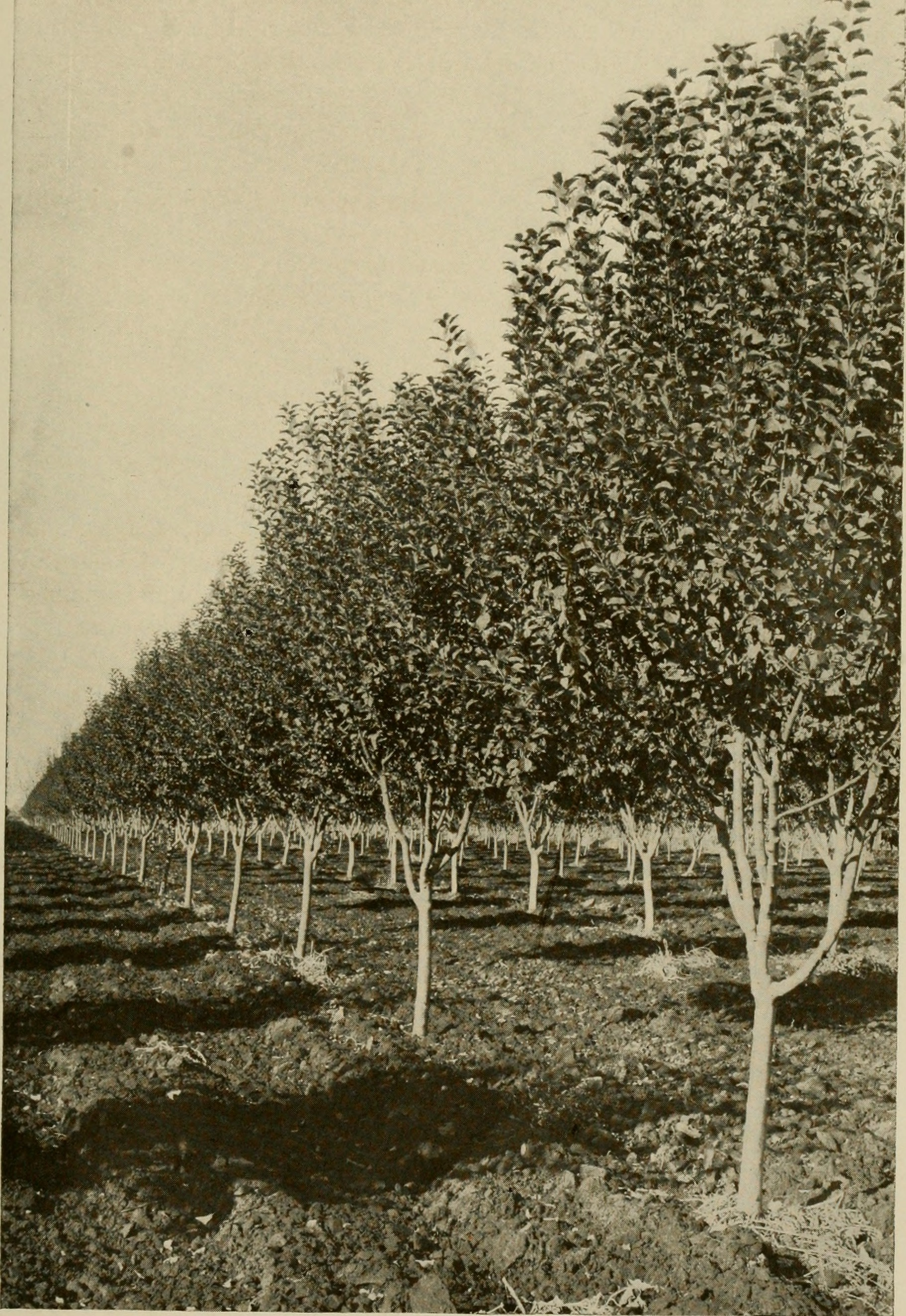
Apfelplantage am Walla Walla River in Washington, vor 1911.

Anfang der 1920er Jahre hatte sich der Schwerpunkt des amerikanischen Obstbaus aus dem regenreichen Staat New York ins Innere des Bundesstaats Washington verlagert. In dem semiariden Klima dort mussten die Obstplantagen künstlich bewässert werden, der Regen konnte die Spritzmittelrückstände nicht mehr von den Früchten abwaschen. Zudem wurden dem ausgebrachten Bleiarsenat mittlerweile bessere Bindemittel zugesetzt, es blieb besser auf den Früchten haften und gelangte so zum Verbraucher.
Im Herbst 1919 fielen einem Inspektor der Gesundheitsbehörde von Boston auf einem Marktkarren Birnen auf, die einen mehligen Überzug trugen. Als sich herausstellte, dass es sich dabei um Bleiarsenat handelte, verfolgte das damals für die Lebensmittelüberwachung zuständige Bureau of Chemistry (eine dem Landwirtschaftsministerium unterstellte Behörde) die Herkunft der Früchte zurück an die Westküste. Es stellte sich heraus, dass es sich dabei um einen Einzelfall gehandelt hatte. Dennoch nahm das Bureau of Chemistry in den folgenden Jahren weiter Stichproben und versuchte die Farmer von der Notwendigkeit zu überzeugen, ihre Früchte vor dem Verkauf zu säubern. Gelegentlich wurde eine Obstlieferung wegen zu hohen Arsengehalts beschlagnahmt, allerdings wurden in keinem Fall Strafanzeigen gestellt oder Bußgelder verhängt. Die Höhe des informellen Arsengrenzwerts war nur den Mitarbeitern des Bureau bekannt. Ein Hinweis an die Verbraucher, Obst vor dem Verzehr zu waschen, erging nicht, da man Panikreaktionen und Schaden für die Obstindustrie befürchtete.
Im Oktober 1925 wurden zwei Fälle von Arsenvergiftung in England auf den Verzehr amerikanischer Äpfel zurückgeführt. Dies führte in England zu großer Beunruhigung, der Markt für aus den USA importiertes Obst drohte zusammenzubrechen. Es wurden Ermittlungsverfahren gegen mehrere Obstimporteure eingeleitet, auch das Unterhaus befasste sich mit dem Vorfall. Das Bureau of Chemistry arbeitete daraufhin ein freiwilliges Zertifizierungssystem aus, um sicherzustellen, dass Apfelexporte nach Großbritannien den britischen Grenzwert von 0,010 Grain/Pfund (etwa 1,43 mg/kg) Arsen(III)-oxid einhielten. Dazu wurden für den Export bestimmte Äpfel in einer eigens dafür im Hafen von New York errichteten Waschanlage gewaschen. Mit der Überwachung beauftragte man staatlich lizenzierte Chemiker, die von den Exporteuren bezahlt wurden.

#### Grenzwerte
In den USA hatte die Affäre zwar kaum Aufsehen erregt, andererseits wäre es schwer zu rechtfertigen gewesen, hier keinen Arsen-Grenzwert einzuführen. Dies stieß jedoch auf den hartnäckigen Widerstand der Obstproduzenten und ihrer Lobbyisten. Ihr Vorstoß, Frischobst und Gemüse von den Vorgaben des Pure Food Act von 1906 auszunehmen, scheiterte 1926 am Widerstand des Repräsentantenhauses.
Das Landwirtschaftsministerium empfahl den Farmern, ihr Obst nach der Ernte zu waschen. Gleichzeitig wurden vermehrt Stichproben genommen. Bei überhöhten Arsengehalten wurden die Besitzer der Obstlieferungen vor die Wahl gestellt, ihre Ware zu säubern oder sie vernichten zu lassen, Strafen wurden nicht verhängt. Im Januar 1927 empfahl eine dazu eingesetzte Kommission Toleranzwerte von 3 ppm oder 0,021 Grain/Pfund (gr./lb.) für Arsen und 2 ppm oder 0,014 gr./lb. für Blei.
Das Landwirtschaftsministerium setzte im Februar 1927 lediglich einen Grenzwert für Arsen mit 0,025 gr./lb. fest.
Die 1927 gegründete Food and Drug Administration, in der das Bureau of Chemistry aufgegangen war, senkte diesen Grenzwert jährlich weiter ab, bis 1932 der britische Grenzwert erreicht wurde.
Ein Grenzwert für Blei war zunächst nicht verhängt worden, da die Bestimmung des Bleigehalts damals etwa einen Tag dauerte, eine bei verderblicher Ware unpraktikabel lange Zeit. Man verließ sich darauf, dass durch Abwaschen des Arsens wohl auch das Blei entfernt würde. Erst 1932 hatten Chemiker der FDA einen zuverlässigen Schnelltest für Blei entwickelt. Der Landwirtschaftsminister David F. Houston setzte im Februar 1933 den Grenzwert für Blei auf 0,025 gr./lb. fest. Im April wurde er auf Betreiben des stellvertretenden Landwirtschaftsministers, Rexford G. Tugwell, auf 0,014 gr./lb. gesenkt. Aufgrund heftiger Proteste der International Apple Association, einer Lobby-Organisation der Apfelbauern, hob Landwirtschaftsminister Henry A. Wallace den Bleigrenzwert im Juni wieder auf 0,020 gr./lb. an.
Die Grenzwerte für Blei lagen zwischen 1935 und 1937 bei 0,018 gr./lb. und wurden 1938 wieder auf 0,025 gr./lb. erhöht.
Während der ganzen Zeit war die FDA darauf bedacht, aus Rücksicht auf die Obstbauern kein Aufsehen auf die Rückstandsproblematik zu lenken. Anfang der 1930er Jahre veröffentlichten einige Mediziner Untersuchungen, die die Gefährlichkeit der Spritzmittelrückstände unterstrichen. Infolge der Großen Depression ließen sich jedoch keine Maßnahmen durchsetzen, die die Produktionskosten der Farmer erhöht hätten.
Die FDA begann 1935 umfangreiche Laborstudien zur Langzeit-Toxizität von Arsen und Blei. Die Mittel dafür wurden ihr für das Haushaltsjahr 1937 nicht mehr bewilligt. Stattdessen wurde der U.S. Public Health Service beauftragt, bei Bewohnern des Chelan County in Washington, wo damals 20 bis 25 % der amerikanischen Apfelproduktion erzeugt und jährlich 4,5 Millionen Pfund (etwa 2000 t) Bleiarsenat ausgebracht wurden, nach Symptomen von akuten Vergiftungen zu suchen. Innerhalb einer dreijährigen Untersuchungszeit wurden dort keine Fälle akuter Blei- oder Arsenvergiftung gefunden. Auf Grundlage dieser Studie setzte die zu diesem Zeitpunkt zuständige Farm Security Administration die Grenzwerte für Arsen auf 0,025 Grain/Pfund (gr./lb.) und für Blei auf 0,050 gr./lb. hoch.

#### Rückgang des Verbrauchs
Als nach 1946 mit DDT ein weitaus ungiftigeres und gleichzeitig wirksameres Insektizid zur Verfügung stand, ging die Anwendung von Bleiarsenat im Obstbau langsam zurück. In den Apfelplantagen im Nordwesten der USA war die Umstellung bereits 1948 vollzogen, da dort die Apfelwickler-Population gegen Arsenate resistent geworden war. Die letzten Berichte über die Verwendung von Bleiarsenat in der amerikanischen Landwirtschaft stammen von Mitte der 1960er Jahre. Die Umweltbehörde EPA erließ am 1. August 1988 ein Anwendungsverbot, allerdings war bereits längere Zeit vorher kein Bleiarsenat-Präparat mehr zugelassen.
| 1931     | 1935     | 1937     | 1953    | 1957    | 1959    |
| -------- | -------- | -------- | ------- | ------- | ------- |
| 17.225 t | 23.650 t | 28.700 t | 7.650 t | 6.440 t | 5.400 t |

### Schweiz
In der Schweiz bot die Firma Dr. Rudolf Maag AG ab 1920 eine Bleiarsenat-Paste für den Einsatz gegen den Apfelwickler und den Heuwurm, die erste Generation des Traubenwicklers, an. Bleiarsenat musste wegen seiner hohen Giftigkeit zunächst über Apotheken verkauft werden. Eine Liberalisierung des Arsenverkaufs lehnten die Gesundheitsbehörden 1924 wegen der Giftigkeit und fehlenden Bedarfs ab. Im Vergleich zu den damals gängigen Mitteln wäre die Bekämpfung des Heuwurms mit Bleiarsenat allerdings 25-mal billiger als mit Pyrethrum und 15-mal billiger als mit Nikotin gewesen. Die Interessenvertretung der Obst- und Weinbauern setzte daher durch, dass eine Musterverordnung über den Verkehr mit giftigen Pflanzenschutzmitteln ausgearbeitet wurde. Auf einer Konferenz im April 1926 sprachen sich Vertreter der Landwirtschaftsverbände, der Versuchsanstalten und der Pflanzenschutzmittelhersteller für eine Freigabe im Rahmen der neuen Verordnung aus, während der Vertreter des Vogelschutzes dagegen votierte und ein Mediziner insbesondere Bleiarsenat für zu riskant hielt. Die schließlich erlassene Musterverordnung setzten die Kantone nur uneinheitlich um. Grenzwerte für Arsenrückstände auf Obst wurden in der Schweiz nicht festgelegt. In der Folgezeit stieg der Verbrauch von Bleiarsenat stark an, 1928 verkaufte Maag 67,3 Tonnen. In der Westschweiz war es ab 1937 vorgeschrieben, die Kartoffelfelder wegen des aus Frankreich vordringenden Kartoffelkäfers vorsorglich mit Bleiarsenat zu behandeln. Dabei war Bleiarsenat nur gegen die Larven des Käfers wirksam. Bei Beginn des Zweiten Weltkriegs wurde der Jahresbedarf für den Acker- und Weinbau auf 158 Tonnen jährlich geschätzt. Von 1940 an wurde vermehrt das billigere Calciumarsenat gegen den Kartoffelkäfer eingesetzt.
1936 erkrankten in Oberstammheim (Kanton Zürich) 30 Personen, die mit Bleiarsenat versetztes Brot gegessen hatten. Die Hintergründe des Vorfalls konnten nicht aufgeklärt werden.

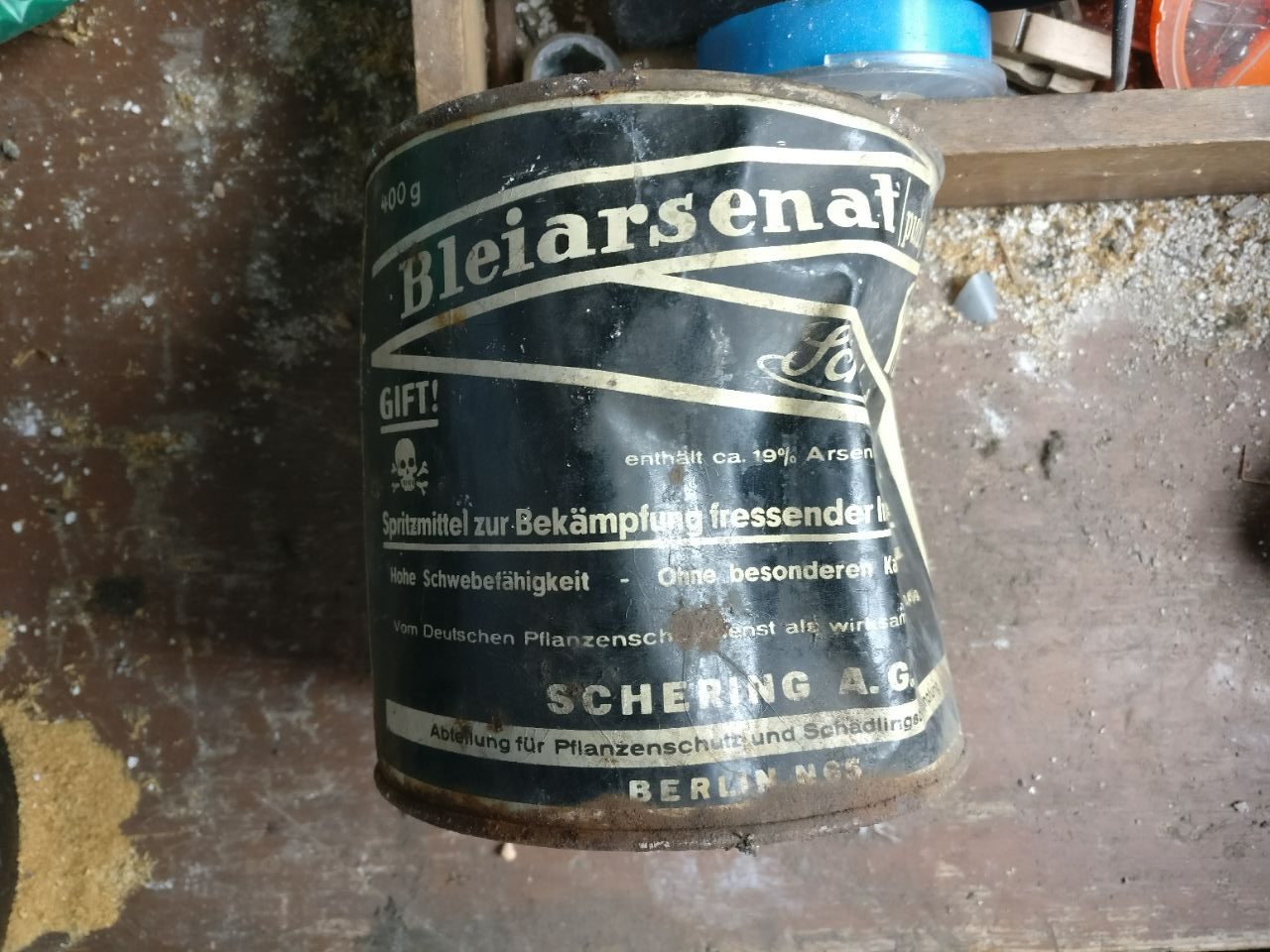
Dose mit altem Insektizid auf Bleihydrogenarsenatbasis der Firma Schering AG.

### Deutschland
In Deutschland wurden von 1905 an Versuche mit Arsenpräparaten für den Obst- und Weinbau durchgeführt. Die Königliche Lehranstalt für Wein-, Obst- und Gartenbau Geisenheim fragte 1906 beim Kaiserlichen Gesundheitsamt in Berlin wegen der Zulassung von „arsensaurem Blei“ an, was dieses jedoch ablehnte.
Im ersten Pflanzenschutzmittelverzeichnis der Biologischen Reichsanstalt für Land- und Forstwirtschaft, das 1920 erschien, war auch Arsen aufgeführt. Bleiarsenat wurde zunächst im Obstbau verwendet, wo man es wegen der guten Haftfähigkeit und Pflanzenverträglichkeit, aber auch wegen seiner „Schwebefähigkeit“ (geringe Neigung zum Absetzen) in der Spritzbrühe schätzte. Vor einer Zulassung von Bleiarsenat im Weinbau gab der Reichsausschuß für Weinforschung 1926 mehrere Studien zur Prüfung seiner Eignung in Auftrag. Dabei fielen die hohen Bleirückstände auf (Wein 0,5 – 9 mg Pb/l, Trester 8 – 14 mg, Rappen 106 mg, Weinhefe 207 mg Pb/kg). Der Unterausschuß für Schädlingsbekämpfung des Deutschen Weinbauverbandes sprach sich daher im November 1927 statt für eine Zulassung für ein Anwendungsverbot aus. Das Reichsministerium für Ernährung und Landwirtschaft ordnete bereits im Frühjahr 1928 ein Verwendungsverbot für bleihaltige Verbindungen und deren Zubereitungen im Weinbau an. Im Obstbau scheint Bleiarsenat auch in Deutschland noch bis etwa 1960 verwendet worden zu sein.

### Österreich
Die Giftverordnung von 1928 ließ den Einsatz von Bleiarsenat im Weinbau zu, er musste allerdings vor der Blüte erfolgen.

## Externe Links zu erwähnten Verbindungen
1. ↑  Externe Identifikatoren von bzw. Datenbank-Links zu basisches Bleiarsenat:  CAS-Nr.: 1327-31-7, ECHA-InfoCard: 100.377.138, PubChem: 86341919, ChemSpider: 34991352, Wikidata: Q27280247.